# Elco van der Geest
Elco van der Geest (* 4. května 1979 Haarlem, Nizozemsko) je bývalý nizozemský zápasník–judista, který od roku 2009 reprezentoval Belgii.

## Sportovní kariéra
S judem začal v útlém dětství společně se starším bratrem Dennisem pod vedením svého otce Cora. Připravoval se v tréninkovém centru Kenamju v Haarlemu. V Nizozemské seniorské reprezentaci se pohyboval od roku 1999 ve střední váze do 90 kg, ale na pozici reprezentační jedničky se prosadil až s přestupem do polotěžké váhy v roce 2001. V roce 2004 se kvalifikoval na olympijské hry v Athénách, kde ve čtvrtfinále svedl životní zápas s japonským fenoménem polotěžké váhy Kóseiem Inouem. Po bezchybném taktickém výkonu vedl minutu před koncem po kontratechnikách na dvě juka a v závěrečných sekundách, kdy Inoue riskoval ho hodil technikou seoi-nage na ippon. V semifinále však svůj čtvrtfinálový výkon v zápase s Igorem Makarove z Běloruska nezopakoval a v boji o třetí místo nestačil na svého neoblíbeného soupeře z Izraele Ariela Ze'eviho. Obsadil páté místo.
V roce 2005 si na mistrovství světa v Káhiře v zápase s Bělorusem Jurijem Rybakem vážně poranil levé koleno. Bylo to podruhé v jeho kariéře (poprvé v roce 2000) a toto zranění podepsalo na jeho další kariéře. Ztráta sebedůvěry se nejvíce projevila s příchodem krajana Henka Grola do jeho polotěžké váhy v olympijském roce 2008. Vzájemné konfrontaci přišel o post reprezentační jedničky a start na olympijských hrách v Pekingu. Po olympijských hrách se se svým psychologem a mentorem Louisem Wijdenboschem rozhodl jít cestou menšího odporu a startovat za jinou zemi. Belgie neměla dlouhodobě v polotěžké váze zastoupení a po kontaktu s vlivným belgickým politikem a bývalým špičkovým judistickým trenérem Jean-Marie Dedeckerem obdržel v létě 2009 belgický pas. Nizozemci mu k odchodu nebránili a na podzim 2009 startoval poprvé na mistrovství světa v nových barvách.
V roce 2010 vybojoval svůj druhý titul mistra Evropy. V roce 2012 se kvalifikoval na olympijské hry v Londýně, ale nevyladil optimálně formu a prohrál v úvodním kole s Tagirem Chajbulajevem z Ruska. Sportovní kariérů ukončil v roce 2013.
Elco van der Geest byl pravoruký judista, který často bojoval z opačného gardu. Jeho osobní technikou bylo nízké seoi-nage a o-guruma.

### Vítězství ve světovém poháru
- 2001 – 1× světový pohár (Rotterdam)
- 2002 – 2× světový pohár (Řím, Moskva)
- 2009 – 2× světový pohár (Tunis, Rio)
- 2010 – 2× světový pohár (Paříž, Rio)
- 2011 – 1× světový pohár (Sao Paulo)

## Výsledky
| Turnaj             | Nizozemsko   | Nizozemsko   | Nizozemsko   | Nizozemsko   | Nizozemsko     | Nizozemsko     | Nizozemsko     | Nizozemsko     | Nizozemsko     | Nizozemsko     | Nizozemsko     | Nizozemsko     | Belgie         | Belgie         | Belgie         | Belgie         |
| Turnaj             | 1997         | 1998         | 1999         | 2000         | 2001           | 2002           | 2003           | 2004           | 2005           | 2006           | 2007           | 2008           | 2009           | 2010           | 2011           | 2012           |
| Turnaj             | 18           | 19           | 20           | 21           | 22             | 23             | 24             | 25             | 26             | 27             | 28             | 29             | 30             | 31             | 32             | 33             |
| Turnaj             | střední váha | střední váha | střední váha | střední váha | polotěžká váha | polotěžká váha | polotěžká váha | polotěžká váha | polotěžká váha | polotěžká váha | polotěžká váha | polotěžká váha | polotěžká váha | polotěžká váha | polotěžká váha | polotěžká váha |
| ------------------ | ------------ | ------------ | ------------ | ------------ | -------------- | -------------- | -------------- | -------------- | -------------- | -------------- | -------------- | -------------- | -------------- | -------------- | -------------- | -------------- |
| Olympijské hry     |              |              |              | —            |                |                |                | 5.             |                |                |                | —              |                |                |                | úč.            |
| Mistrovství světa  | —            |              | —            |              | úč.            |                | úč.            |                | úč.            |                | úč.            |                | úč.            | úč.            | 5.             |                |
| Mistrovství Evropy | —            | —            | —            | —            | 3.             | 1.             | 2.             | úč.            | 5.             | —              | 5.             | —              | —              | 1.             | úč.            | úč.            |
| MS juniorů         |              | 3.           |              |              |                |                |                |                |                |                |                |                |                |                |                |                |
| ME juniorů         | úč.          | 5.           |              |              |                |                |                |                |                |                |                |                |                |                |                |                |